# Jakub Šťastný
Jakub Šťastný (né le 28 août 2000) est un coureur cycliste tchèque, spécialisé dans les disciplines de sprint sur piste.

## Biographie
Entre 2017 et 2018, chez le juniors (moins de 19 ans), Jakub Šťastný obtient trois médailles mondiales et quatre médailles européennes. Il devient notamment champion du monde du keirin juniors et champion d'Europe du kilomètre juniors en 2018. En 2020, il termine deuxième de la vitesse par équipes aux championnats d'Europe élites à Plovdiv, même s'il ne prend pas part à la petite finale.

## Palmarès

### Championnats du monde
| Édition / Épreuve    | Kilomètre | Keirin | Vitesse individuelle |
| Aigle 2018 (juniors) | Argent    | Or     | Bronze               |

### Championnats d'Europe
| Édition / Épreuve          | Kilomètre | Keirin | Vitesse individuelle | Vitesse par équipes                     |
| Anadia 2017 (juniors)      | Bronze    |        |                      |                                         |
| Aigle 2018 (juniors)       | Or        | Bronze | Bronze               |                                         |
| Gand 2019 (espoirs)        |           |        | 6e                   | 5e                                      |
| Fiorenzuola 2020 (espoirs) |           |        | 9e                   | Argent                                  |
| Plovdiv 2020               | 6e        |        | 7e                   | Argent (avec Bábek, Čechman et Topinka) |
| Granges 2023               |           | 21e    |                      | 7e                                      |

### Championnats nationaux
- 2017
  -  Champion de République tchèque de poursuite par équipes juniors
  -  Champion de République tchèque de course aux points juniors
- 2019
  -  Champion de République tchèque de vitesse par équipes
- 2020
  -  Champion de République tchèque de vitesse par équipes